# ستيلار
ستيلار (스텔라) (بالإنجليزية: Stellar)‏ فرقة فتيات كورية جنوبية. تتكون من خمس أعضاء. انطلقت الفرقة رسمياً في 2011، تفككت الفرقة رسمياً في عام 2018.

## الأعضاء

### الحاليين
- غا يونغ (가영)، اسمها الحقيقي كيم غا-يونغ مواليد 2 كانون الأول 1991
- مين هي (민희)، اسمها الحقيقي جو مين-هي مواليد 3 كانون الثاني 1993
- هيو اين (효은)، اسمها الحقيقي لي هيو-اين مواليد 16 آذار 1993
- سو يونغ (소영)، اسمها الحقيقي آم سو-سونغ مواليد 9 أيلول 1993
- جيون يول (전율)، اسمها الحقيقي جيون يو-ري مواليد 20 آذار 1994

### السابقون
- لي سول (이슬)
- جوآه (조아)

## روابط خارجية
- ستيلار على موقع ميوزك برينز (الإنجليزية)
- ستيلار على موقع ديسكوغز (الإنجليزية)

## روابط أضافية
- ستيلار على تويتر.